# Sideways (cómic)
Sideways (Derek James) es un superhéroe creado por los escritores Dan DiDio, Justin Jordan y el artista Kenneth Rocafort, quien aparece en los medios publicados de DC Comics.

## Historia de publicación
El personaje debutó en Sideways #1, cómic que fue anunciado originalmente en la primavera del 2017 como parte del nuevo grupo de series de cómics lanzados en otoño 2017. Esta serie de cómics se publicó bajo la etiqueta de "Dark Matter", las historias continuaron con los eventos  del crossover Dark Nights: Metal . En noviembre de 2017 la línea se renombró como "La nueva era de los héroes de DC" y la publicación se retrasó hasta principios de 2018.
El primer número de Sideways fue publicado el 14 de febrero de 2018. Al igual que los demás primeros números de la línea, el cómic presentaba una portada desplegable en vertical. Cuando está cerrada, la portada muestra Sideways saliendo de un portal en el cielo. Cuando se abre, es posible ver personajes adicionales en el suelo y en el cielo.
Sideways apareció en el fondo de una foto grupal en la historia de Dan Jurgens en Action Comics #1000.
El escritor Grant Morrison coescribió la primera y única publicación anual de la serie junto con Didio. El anual se lanzó en noviembre de 2018.
La serie finalizó en febrero de 2019 con su número 13.
Sideways apareció un mes después en Heroes in crisis.

## Biografía
El contexto de la historia: mientras estaba en un viaje a Gotham con su madre adoptiva, Derek James, un estudiante puertorriqueño de preparatoria, cae a través de una grieta dimensional en la dimensión de la materia oscura después de los eventos de Dark Nights: Metal. Como resultado, obtiene poderes que le permiten viajar a través de dimensiones y crear fisuras que pueden usarse como pequeñas barreras. Derek es el mejor amigo de una chica llamada Ernestine, además es impopular en la escuela y también es adoptado.
A pocos meses de que Derek James obtuviera sus poderes, se disponía a video grabarlos cuando se encuentra a un ente conocido como Tempus Fuginaut, quien acusa a Derek de causar daños en la realidad. Derek logra escapar, pero se disloca el hombro, dirigiéndose a la casa de su mejor amiga en busca de ayuda. Ernestine lo lleva al hospital donde llega muy preocupada su madre adoptiva. De pronto, una mujer mentalmente inestable de nombre Killspeed estalla y mata a varios miembros del personal del hospital para obtener algo de dinero para su cáncer. Derek se pone su disfraz de Sideways para luchar con ella saliendo victorioso. Cuando la policía llega al lugar, Sideways utiliza sus habilidades de crear grietas dimensionales para teletransportarse, pero accidentalmente corta el brazo de Killspeed.
Unas semanas depsués, Derek hace equipo con Hot Spot, un antiguo mienmbro de los Teen Titans, para derrotar a Replicant quien puede replicar superpoderes. Replicant se mata accidentalmente cuando crea múltiples fisuras por arriba de su cuerpo, con esa victoria Sideways gana popularidad. En el tomo #5, Sideways  es llamado por el villano Showman quien gana poderes con la ira de la gente. Con el pensamiento rápido de Erin logra calmar la audiencia que le permite a Sideways teletransportar a Showman a un lugar diferente para derrotarlo. En el tomo #6, Derek es abrumado por el estrés, lo que lo lleva a dejar de hablarle a su madre adoptiva, para después descubrir que fue asesinada por gente que lo está investigando.
En los números finales, Sideways logra averiguar quiénes fueron los responsables del asesinato de su madre adoptiva, y derrota a la mayoría de ellos. En Young Justice #13, Derek se une al equipo de Young Justice.

## Poderes y habilidades
Debido a que Derek cayó a través del Multiverso Oscuro durante los eventos de Dark Nights: Metal adquiere varios poderes relacionados con la manipulación de la realidad y el espacio-tiempo. Derek tiene la habilidad de crear grietas (lágrimas en el continuo espacio-tiempo) que le permiten viajar a través de cualquier lugar siempre y cuando sepa en donde se ubican. También puede viajar a la ubicación de otras personas, siempre y cuando sepan donde están esas personas; no sabía dónde estaba su mejor amiga, pero cuando imaginó su rostro, inmediatamente se teletransportó a su ubicación. También puede usar grietas con fines ofensivos, como cortar a las personas o redirigir sus ataques hacia ellos. Sideways también tiene una gran resistencia y durabilidad. Cuando Derek crea una grieta encima de otra grieta, puede crear un agujero negro en miniatura. 

## Recepción de la crítica
El personaje ha sido comparado con el personaje de Marvel Comics, Spider-Man. especialmente con su versión del universo Ultimate, evocando tanto su diseño de vestuario como su personalidad. El personaje y el cómic inicialmente recibieron críticas mixtas, el primer número promedió 7 de 10 según el review/aggregator de reseñas Comic Book Roundup. Con el tiempo, la serie recibió críticas generalmente positivas con una calificación promedio de 7.4 sobre 10. En una reseña del primer número de IGN, Blair Marnell elogió el arte de Rocafort, pero dijo que el diálogo adolescente estaba "tan fuera de lugar que roza la autoparodia". Bleeding Cool calificó al personaje de "encantador", pero la historia fue "serpenteante". Continuó diciendo que el arte de Rocafort es fantástico pero no encaja con el tono del cómic. El personaje es parte de un esfuerzo por aumentar la diversidad dentro del escenario ficticio y ha recibido atención por ser un personaje minoritario dibujado por un artista puertorriqueño.